# Forgotten Realms Ambientazione
Forgotten Realms Ambientazione (titolo originale Forgotten Realms Campaign Setting) è un manuale per l'ambientazione Forgotten Realms del gioco di ruolo fantasy Dungeons & Dragons. È definibile come un manuale base, poiché in esso vengono descritte le informazioni di base necessarie al Dungeon Master per creare le avventure che si svolgeranno nell'ambientazione stessa: vengono illustrate la geografia, le caratteristiche della società, la religione, gli eventi storici fondamentali e i personaggi più importanti. Nel manuale sono presenti adattamenti alle regole presentate nei manuali base del gioco; le modifiche riguardano principalmente razze e classi e l'aggiunta di nuovi mostri. Sono inoltre incluse alcune avventure.
Alcune edizioni di Dungeons & Dragons hanno visto una propria edizione di Forgotten Realms Ambientazione, e spesso si utilizza questo titolo per riferirsi a tutte le edizioni uscite. Ogni edizione aggiorna le regole di gioco contenute all'ultima edizione di D&D, riprende le informazioni contenute nell'edizione precedente, le amplia e ne aggiunge di nuove, comprendendo quelle descritte nel materiale ufficiale pubblicato nel frattempo, come quelle presenti nei romanzi di Forgotten Realms, nei supplementi, nelle trame dei videogiochi, negli articoli di Dragon o in quelli disponibili sul sito della Wizards of the Coast dedicato a Forgotten Realms.

## Edizioni

### Forgotten Realms Campaign Set(AD&D1ed)
Il Forgotten Realms Campaign Set (inedito in Italia), conosciuto anche come "vecchia scatola grigia", è un boxed set per Advanced Dungeons & Dragons Prima Edizione pubblicato nel 1987 da TSR. È stato il primo manuale per Forgotten Realms; l'autore è Ed Greenwood, in collaborazione con Jeff Grubb. La pubblicazione del manuale avvenne dopo che Greenwood ebbe pubblicato una lunga serie di articoli su The Dragon (oggi Dragon Magazine); nel 1986, la TSR, in cui Grubb lavorava, era in cerca di una nuova ambientazione, e quando i lavori di Greenwood furono notati da Grubb, si giunse alla pubblicazione del primo manuale base per Forgotten Realms.
Il contenuto della scatola è il seguente:
- Cyclopedia of the Realms: il volume, di 96 pagine, inizia con un'introduzione di Elminster, personaggio che caratterizzerà il testo con la presenza delle proprie "osservazioni". Ovviamente chi scrive è l'autore Ed Greenwood: la figura di Elminster era stata infatti concepita da lui come un vecchio saggio che, nonostante esistesse come personaggio non giocante, non prendeva parte alle vicende ma descriveva luoghi, eventi, persone, e che lo scrittore avrebbe usato come voce narrante (Greenwood lo ha definito il "Vecchio Narratore dei Reami") e "mezzo" per descrivere l'ambientazione (curiosamente, Elminster somiglia decisamente a Ed, nonostante l'autore sostenga il contrario: «Nel corso degli anni ho spesso indossato un costume e rappresentato Elminster alle convention, ma vi prego di capire che questa è una stupida fantasia di un autore che interpreta il Vecchio Mago; niente a che fare con il Vecchio Mago in persona.»[1]). Successivamente, la sua estraneità alle vicende dei Reami Perduti non è stata più tale, anche se nel presente dell'ambientazione viene comunque rimarcato questo aspetto di outsider. Successivamente vengono descritti i calendari utilizzati (sezione "Time in the Realms"), i nomi propri caratteristici ("Names in the Realms"), le lingue ("Languages of the Realms"), la moneta ("Currency in the Realms") e la religione ("Religion in the Realms"). Il resto del volume è una vera e propria enciclopedia, con voci in ordine alfabetico («from Abeir-Toril to Zhentil Keep», come è riportato in copertina). Alcune voci, soprattutto quelle delle città più importanti, sono corredate da piccole mappe non a colori. L'unica appendice è dedicata al censimento di Shadowdale. Il continente descritto è solo Faerûn, dato che gli altri non sono ancora stati inclusi nell'ambientazione.

- DM's Sourcebook of the Realms: il volume, di 96 pagine, si apre con un'introduzione scritta da tutti e tre gli autori in cui si spiega in maniera particolareggiata come Greenwood, Grubb e Martin abbiano partecipato al progetto e quali vicissitudini sono intercorse prima di arrivare alla stesura del manuale. La prima sezione ("Using the Forgotten Realms Campaign Setting") è dedicata alle modifiche delle regole di D&D che l'ambientazione apporta; comprende consigli per il DM su come condurre le avventure nei Reami. La seconda sezione introduce i personaggi degni di nota, che possono essere utilizzati come PNG. La terza sezione è dedicata agli eventi storici occorsi nel 1356 e nel 1357 CV, gli ultimi due anni di cui il manuale si occupa. Nell'ultima sezione vengono descritti i più importanti tomi magici di Faerûn. Sono incluse due avventure, "The Halls of the Beast-Tamers" e "Lashan's Fall".
- 4 mappe poster di Faerûn, a colori – due mappe sono una vista generale di Faerûn, mentre le altre entrano più nel dettaglio, mostrando i particolari delle Terre della Pietra di Sangue e delle Terre Centrali.
- Fogli di plastica trasparenti con griglie esagonali da sovrapporre alle mappe per misurare le distanze.

La storia dell'ambientazione giunge fino al 1357 CV (Anno del Principe).

### Forgotten Realms Ambientazione(AD&D2ed)
Forgotten Realms Ambientazione è un boxed set per Advanced Dungeons & Dragons Seconda Edizione pubblicato nel 1993 da TSR. L'edizione italiana è stata curata da Twenty Five Edition. Gli autori sono Ed Greenwood, Jeff Brubb e Don Bingle; quest'ultimo ha però contribuito solo al volume Shadowdale.
Il contenuto della scatola è il seguente:
- A spasso per i Reami: nel volume, di 128 pagine, sono presenti le informazioni sulla geografia dell'ambientazione. Al contrario del primo boxed set, questo libro contiene anche alcune brevi informazioni riguardanti tre nuovi continenti inseriti nell'ambientazione, Kara-Tur (precedentemente un'ambientazione a sé stante), Maztica (descritta in una trilogia di romanzi) e Zakhara (la terra più importante dell'ambientazione Al-Qadim). A differenza di Cyclopedia of the Realms del precedente boxed set, la suddivisione degli argomenti non è più semplicemente in ordine alfabetico, anche se rimane un certo carattere enciclopedico. Una prima parte è dedicata a razze e classi, con dettagli per la caratterizzazione delle stesse. Altre sezioni sono dedicate ai calendari, ai nomi propri caratteristici e alla moneta (i titoli delle singole sezioni sono rimasti gli stessi, probabilmente per facilitarne il riconoscimento a coloro che avevano già usufruito del primo boxed set). Il resto del volume è dedicato alla descrizione di città e regioni di Faerûn, suddividendo le "voci" in base alla zona geografica di appartenenza (ad esempio, .
- Dar vita ai Reami: il volume, di 64 pagine, contiene informazioni riguardo alla storia di Faerûn, i personaggi degni di nota (fra cui Drizzt Do'Urden) e le divinità, oltre che modifiche alle regole per il Dungeon Master.
- Shadowdale: il volume, di 96 pagine, descrive in modo dettagliato Shadowdale, una delle più importanti delle Valli, e si conclude con l'avventura "Beneath the Twisted Tower", ambientata a Shadowdale, per personaggi di livello 1-3.
- Monstrous Compendium: dedicato ai mostri specifici dell'ambientazione
- Alcune schede con simboli dei maghi, stemmi di città e organizzazioni, simboli di alcune divinità, rune e sigilli, accompagnate da breve una descrizione sul significato.
- 4 mappe poster di Faerûn, a colori – due generali, due più dettagliate. *Fogli di plastica trasparenti con griglie esagonali da sovrapporre alle mappe per misurare le distanze.

La storia dell'ambientazione avanza fino alla fine del mese di Nightal del 1367 CV (Anno dello Scudo). Gli eventi storici più significativi riportati in quest'edizione sono:
- Periodo dei Disordini: gli dei camminano su Toril (1358 CV) – romanzi della Trilogia di Avatara, supplemento Forgotten Realms Adventures.
- Alcuni malaugrym tentano di uccidere Elminster ed altri personaggi influenti (1358 CV) – romanzi Shadows of Doom, Cloak of Shadows e All Shadows Fled.
- Attacco della casata Baenre a Mithrall Hall (1358 CV) – romanzo L'assedio delle ombre e supplemento Drizzt Do`Urden's Guide to the Underdark.
- Invasione di Faerûn da parte dell'Orda Tuigan guidata da Yamun Khahan (1359 CV) – romanzi della Empires Trilogy, supplemento The Horde Campaign Setting.
- Prima morte di Bane (1361 CV)
- I faerûniani scoprono Maztica (1361 CV) – romanzi della Maztica Trilogy e supplemento Maztica Campaign Set.
- Artus Cimber trova l'Anello dell'Inverno (1363 CV) – romanzo The Ring of Winter.

### Forgotten Realms Ambientazione(D&D3ed)
Forgotten Realms Ambientazione è un manuale (costituito da un unico volume cartonato) per Dungeons & Dragons Terza Edizione pubblicato nel 2001 da Wizards of the Coast. L'edizione italiana, curata da Twenty Five Edition, è uscita nello stesso anno. Gli autori sono Ed Greenwood, Sean K. Reynolds, Skip Williams e Rob Heinsoo, con il contributo dei membri dello staff della Wizard, fra i quali James Wyatt, Richard Baker e il disegnatore Todd Lockwood, e la collaborazione di Jeff Grubb.
Nel 2002, Forgotten Realms Campaign Setting per D&D3ed ha vinto l'Origins Award come miglior supplemento per giochi di ruolo del 2001 (Best Role-Playing Game Supplement of 2001).
Nel volume, di 320 pagine, è incollata e ripiegata in terza di copertina una mappa poster a colori di Faerûn, graficamente migliorata e aggiornata, ma nelle pagine del manuale sono presenti altri mappe più piccole. La nuova edizione della mappa di Faerûn è stata fatta ad opera di Rob Lazzaretti e Dennis Kauth. A differenza dei precedenti manuali, le illustrazioni sono a colori, e sono presenti molti riquadri e tabelle. Vengono illustrate le regole per la creazione dei PG, talenti regionali, classi di prestigio, incantesimi e statistiche dei personaggi degni di nota, tutto aggiornato per essere utilizzato con il nuovo set di regole. Gli aggiornamenti non riguardano solo le regole, ma anche l'ambientazione stessa; la storia viene modificata per riflettere i più importanti eventi storici occorsi.
Il libro è organizzato in nove capitoli, ognuno dei quali si occupa di un particolare aspetto dell'ambientazione. Grande importanza viene data al continente Faerûn (in origine l'unico continente descritto), mentre le altre terre vengono soltanto descritte brevemente (gli altri continenti fanno parte di ambientazioni differenti, le cui terre sono state successivamente incluse nei FR; non essendo state sviluppati aggiornamenti per queste ambientazioni, per gli autori del manuale la loro importanza è minima). I capitoli sono i seguenti:
1. Personaggi – come creare un personaggio per l'ambientazione; sono descritte le razze principali, le classi, i talenti regionali, le implicazioni della religione e le nuove classi di prestigio specifiche per l'ambientazione (molte delle quali incluse nella Guida del Dungeon Master per D&D3.5)
2. Magia – che ruolo gioca la magia nell'ambientazione e quali sono i suoi aspetti; sono presenti alcuni nuovi incantesimi, principalmente per i nuovi domini.
3. Vita nel Faerûn — visione generale della vita, della conoscenza, della cultura e del commercio nell'ambientazione.
4. Geografia — ogni regione del continente è esplorata nel dettaglio, con descrizione dei luoghi di interesse e personaggi degni di nota.
5. Divinità — in questa edizione vengono descritte solo le divinità più importanti, solamente citando le altre e con rimandi ad altri manuali. Aggiunti molti nuovi domini per i Chierici.
6. Storia — uno sguardo alla dettagliata storia dell'ambientazione, con una lunga timeline alla fine del capitolo.
7. Organizzazioni — Dettagli su gruppi, culti, compagnie d'avventura e altre organizzazioni che giocano un importante ruolo nei Reami.
8. Dar vita ai Reami — Questo capitolo fornisce consigli e informazioni per il Dungeon Master che dovrà condurre un'avventura o una campagna in questa ambientazione. Il capitolo include due avventure, "Il Colore dell'Ambizione", per quattro personaggi di 1º o 2º livello, e "Ossa Verdi", per quattro personaggi di livello 16.
9. Mostri — breve lista di mostri che è possibile incontrare unicamente in questo mondo.

La storia dell'ambientazione avanza fino al giorno di Scudiuniti del 1372 CV (Anno della Magia Selvaggia). I nuovi eventi storici più significativi riportati in quest'edizione sono:
- Caduta di Zhentil Keep (1368 CV) – romanzi Prince of Lies e The Simbul's Gift.
- Sarevok, della stirpe di Bhaal, complotta con il Trono di Ferro per provocare una guerra fra Amn e Baldur's Gate (1368 CV) – videogioco Baldur's Gate.
- Distruzione di Hellgate Keep (1368 CV)
- L'orda di orchi di re Obould Molte-Frecce attacca Mithral Hall (1368 CV) – romanzi L'orda degli orchi e Il cacciatore solitario.
- Randal Morn reclama il trono di Daggerdale (1369 CV)
- Le Guerre di Manshoon (1370 CV) – supplemento Clock & Dagger.
- Nalavatory il Diavolo Drago invade il Cormyr con un esercito di orchi e goblin. Morte del re Azoun Obarskyr IV (1371 CV) – romanzo Death of the Dragon.
- Nascita della Lega delle Marche d'Argento (1371 CV)

### D&DForgotten Realms Ambientazione(D&D4Ed)
La quarta edizione di D&D è cominciata con la pubblicazione di una nuova revisione del Forgotten Realms Campaign Setting, ovvero Forgotten Realms: Ambientazione, uscita nell'agosto 2008, scritta da Cordell Bruce R., Greenwood Ed, Sims Chris e Guida del giocatore al Forgotten Realms, anche questa uscita nel 2008 e scritta da Heinsoo Rob, Bonner Logan, Schwalb Robert J..